# ماه عسل (فیلم ۱۹۴۱)
ماه عسل (ایتالیایی: Luna di miele) فیلمی ایتالیایی به کارگردانی جاکومو جنتیلومو با بازی آسیا نوریس، آلدو فیورلی و لوئیجی چیمارا محصول سال ۱۹۴۱ است.

## کتابشناسی
- Luciano De Giusti. Giacomo Gentilomo, cineasta popolare. Kaplan, 2008.